# Celithemis fasciata
Celithemis fasciata là một loài chuồn chuồn ngô trong chi Celithemis được tìm thấy ở Bắc Mỹ.
Loài này nhỏ, dài khoảng 1 3/8 in. Nó sống xung quanh các ao, hồ.

## Hình ảnh

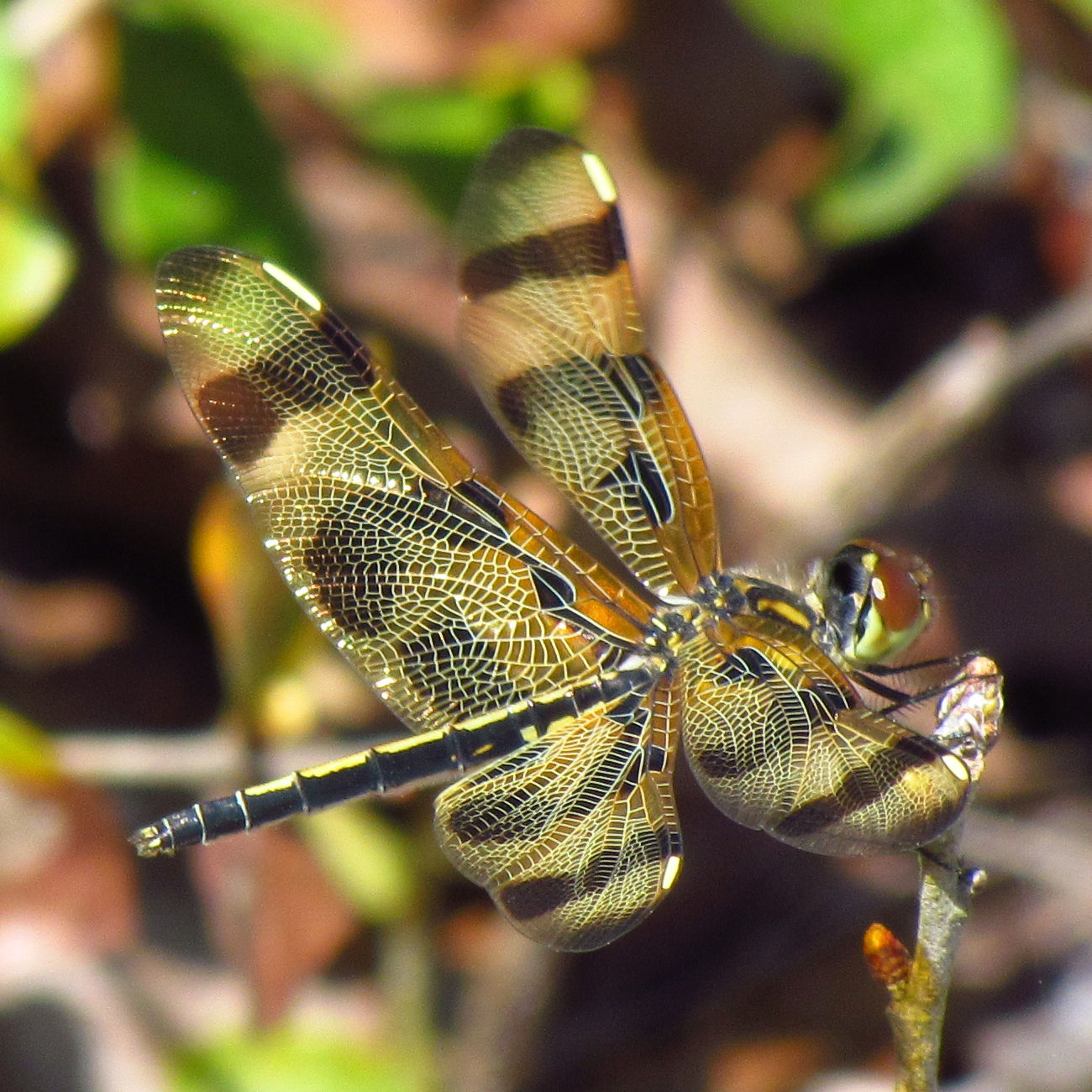